# 複果
複果（英語：compound fruit）并非是個正式的植物學名詞，但經常用於指多於一個心皮發育而來的複合果實。
以下幾類果實也被稱為複果：
- 聚合果（aggregate fruit）[3][4]，由單一花多個離生心皮發育而成的果實，例如樹莓；
- 聚花果或多花果（multiple fruit）[5]，由包含許多花的一整個花序發育而來的果實，例如鳳梨；
- 由單一花多心皮合生的子房發育而成的單果，例如蕃茄。

- 樹莓（聚合果）
- 鳳梨（聚花果）
- 蕃茄，由多心皮合生的子房發育而成

## 参看
- 聚合果
- 聚花果